# Heterophleps
Heterophleps är ett släkte av fjärilar. Heterophleps ingår i familjen mätare.

## Dottertaxa tillHeterophleps, i alfabetisk ordning[1]
- Heterophleps acineta
- Heterophleps amamiensis
- Heterophleps arveiata
- Heterophleps bicommata
- Heterophleps clarivenata
- Heterophleps clityogramma
- Heterophleps confusa
- Heterophleps confusella
- Heterophleps confusidor
- Heterophleps endoi
- Heterophleps epirotis
- Heterophleps euthygramma
- Heterophleps fusca
- Heterophleps grisearia
- Heterophleps heinrichi
- Heterophleps hexaspilata
- Heterophleps longiramus
- Heterophleps morensata
- Heterophleps nubilata
- Heterophleps ocyptaria
- Heterophleps pallescens
- Heterophleps parapasta
- Heterophleps punkikonis
- Heterophleps quadrinotata
- Heterophleps quadripuncta
- Heterophleps refusata
- Heterophleps sinearia
- Heterophleps sinuosaria
- Heterophleps stygnazusa
- Heterophleps taiwana
- Heterophleps triguttaria
- Heterophleps variegata
- Heterophleps violescens